# 365739 Peterbecker
365739 Peterbecker è un asteroide della fascia principale. Scoperto nel 2004, presenta un'orbita caratterizzata da un semiasse maggiore pari a 3,0305585 UA e da un'eccentricità di 0,0856592, inclinata di 10,47368° rispetto all'eclittica.